# Magyar Családtörténeti Szemle
Magyar Családtörténeti Szemle (în traducere română „Revista de istorie a familiei maghiare”) a fost o revistă de genealogie și heraldică ce a apărut în perioada 1935-1944. Redactorul responsabil al revistei a fost Kálmán Baán. Scopul său a fost acela de a atrage interesul față de trecutul istoric prin familiarizarea cu istoria familiilor maghiare.
Revista a publicat articole despre istoria familiilor, despre moșii, despre ctitorii și donații și despre rolul istorico-cultural al familiilor, inclusiv liste de nobili, date biografice și simbolurile heraldice. Ea a folosit metode de cercetare științifică, contribuind la recunoașterea genealogiei ca știință.

## Autori
Printre autorii obișnuiți ai revistei Magyar Családtörténeti Szemle au fost Aurél Bartal, Géza Boér, Pál Horánszky și József Kerekesházy.